# Fauvette de Ménétries
Curruca mystacea
Espèce
Synonymes
- Sylvia mystacea Ménétriès, 1832[1]

Statut de conservation UICN

 LC  : Préoccupation mineure
La Fauvette de Ménétries (Curruca mystacea) est une espèce d'oiseaux de la famille des Sylviidae.

## Systématique
L'espèce Curruca mystacea a été décrite pour la première fois en 1832 par l'entomologiste et ornithologue français Édouard Ménétries (1802-1861) sous le protonyme de Sylvia mystacea.
La fauvette de Ménétries faisait anciennement partie du genre Sylvia, mais a depuis été reclassée dans le genre Curruca après que celui-ci a été séparé de Sylvia.

## Étymologie
Son nom vernaculaire commémore l'auteur de cette espèce, Édouard Ménétries.

## Répartition
Son aire s'étend à travers l'Asie centrale et l'Asie de l'Ouest ; elle hiverne dans le Nord-Est de l'Afrique.

## Liste des sous-espèces
Selon la classification de référence du Congrès ornithologique international (version 12.1, 2022) :
- sous-espèce Curruca mystacea mystacea (Ménétriés, 1832)
- sous-espèce Curruca mystacea rubescens (Blanford, 1874)
- sous-espèce Curruca mystacea turcmenica (Zarudny & Bilkevitch, 1918)